# FNC娛樂
FNC娛樂（韓語：에프엔씨 엔터테인먼트），由韓成豪於2006年創辦。是韓國的綜合娛樂上市公司，經營藝人企劃、音樂製作和影視投資製作等業務。
FNC旗下曾有FTISLAND、CNBLUE、AOA、N.Flying、SF9、Cherry Bullet、P1Harmony、Hi-Fi Un!corn、李東健、盧弘喆、丁海寅、文世潤等藝人。

## 公司簡介
FNC娛樂初期以音樂方面經營為主，原名為FNC MUSIC。FNC是英文「FISH & CAKE」的縮寫，社長韓成豪是一名虔誠的新教徒，公司名稱是他從《新約聖經.約翰福音》記述的「五餅二魚」神蹟所啟發得來的，希望公司能像「五餅二魚」神蹟從少變為多，能夠供應公司所有人的缺乏和需要。2012年開始發展各個領域的娛樂事業，公司更名為FNC ENTERTAINMENT。而公司旗下三個樂團FTISLAND、CNBLUE、N.Flying是以FNC三個英文字母而起名的。
韓成豪一直致力把FNC娛樂發展為多元化的娛樂公司，但是業務領域迅速擴張，資金短缺，曾導致公司負債累累。2014年12月4日FNC娛樂在韓國上市，中國蘇寧環球的傳媒有限公司於2015年11月25日入股FNC娛樂，而成為第二大股東，並積極發展中韓合作娛樂事業。

## 公司產業

### 旗下產業
| 公司名稱                               | 原文名稱                          | 成立日期          | 領域 | 備註                                  |
| 母公司                                 |                                   |                   | |                                       |
| FNC Entertainment                      | 에프엔씨 엔터테인먼트             | 2006年12月14日    | 藝人經紀管理、藝人培訓、音樂製作、音樂出版、唱片發行、活動管理、戲劇/電影製作、印刷輸出、知識產權授權、歌迷俱樂部運營和管理、企業與金融投資、房地產租賃與銷售 | [ 6 ]                                 |
| 子公司                                 |                                   |                   | |                                       |
| FNC Entertainment JAPAN Inc.           | 株式会社 FNC ENTERTAINMENT JAPAN  | 2011年2月24日     | 藝人日本經紀管理、母帶錄音、音樂製作、音樂出版、唱片發行、活動管理、歌迷俱樂部運營和管理                                                                      | 持股100%                              |
| FNC Academy Co., Ltd.                  | (주)에프엔씨아카데미              | 2013年1月30日     | 音樂教育、藝術院校、娛樂從業人員培訓學院 | 持股100%                              |
| FNC Story Co., Ltd.                    | (주)에프엔씨스토리                | 2018年5月3日      | 廣播節目策劃、戲劇/電影製作、影像製品進出口與發行、影視投資                                                                                                   | 持股100%                              |
| FNC W Co., Ltd.                        | (주)에프엔씨더블유                | 2021年2月1日      | 唱片企劃、專輯製作與發行、演出策劃、活動管理 | 持股100%                              |
| Content Lab Nanaland Co., Ltd.         | (주)콘텐츠랩나나랜드              | 2019年12月        | 綜藝節目製作、短片娛樂製作、大數據網路行銷、數位內容製作 | 持股92.5%                             |
| MARCH Inc.                             | MARCH Inc.                        | 2018年7月4日      | 利用互聯網、電子技術等通訊網路的資訊提供服務、廣告代理、行銷業務                                                                                              | 持股70%                               |
| FNC USA LLC.                           | FNC USA LLC.                      | 2023年2月1日      | 專輯、演出策劃、活動管理 | 持股100%                              |
| 合資公司                               |                                   |                   | |                                       |
| 上海紅熠文化傳播有限公司               | 상해홍습문화전파                  | 2016年04月13日    | 藝人培訓、文化藝術交流策劃、會展會務服務、技術諮詢（聲樂、舞蹈、樂器、商業管理）                                                                              | 持股49%                               |
| 關聯公司                               |                                   |                   | |                                       |
| Lucky Factory Co., Ltd.                | (주)럭키팩토리                    | 2022年3月22日收購 | 餐飲業、各類食品和飲品等相關產品的製造、加工、批發、進出口、銷售                                                                                              | 持股30%                               |
| 前子公司／關聯公司                     |                                   |                   | |                                       |
| AI Entertainment                       | AI 엔터테인먼트                   | 2007年            | 日本唱片發行 | 狀況未知                              |
| SM Life Design Group                   | 에스엠라프디자인그룹              | 2016年收購        | 戲劇/電影製作、印刷輸出 | 2018年售給SM娛樂 （現持股18%）        |
| FNC Investment                         | FNC인베스트먼트                   | 2021年2月         | 商業及無形產權經紀、音樂相關投資、電視劇原聲帶版權 | 2022年售給Beyond Music （原持股100%） |
| FNC Design Co., Ltd.                   | (주)에프엔씨디자인                | 2021年12月20日    | 設計、企劃、出版製造、印刷輸出、圖書出版 | 透過母公司分拆新成立後的外部出售      |
| School 2015 Culture Industry Co., Ltd. | (유)학교2015문화산업전문회사      | 2015年4月15日     | 專案規劃、投資 | 已清算（原持股 15%）                  |
| FNC Entertainment China Co., Ltd.      | FNC Entertainment China Co., Ltd. | 2013年10月31日    | 專輯及演出策劃 | 已清算（原持股100%）                  |
| Studio Rudolph Co., Ltd.               | (주)스튜디오루돌프                | 2017年4月20日     | 廣播節目策劃及製作、投資 | 已清算（原持股80%）                   |
| Fancity World Co., Ltd.                | (주)팬시티월드                    | 2018年6月5日      | 數位內容的規劃、製作 | 已清算（原持股34.64%）                |

最後更新：資料截至2023年第2季度 
判斷公司是否為“主要”子公司的標準為最近一個會計年度期末總資產佔母公司總資產10%或以上的子公司。

### 公司年報
| 年份   | 公司年度報告                            | 備註 |
| 2014年 | 2014年FNC娛樂年報（页面存档备份，存于） |      |
| 2015年 | 2015年FNC娛樂年報（页面存档备份，存于） |      |
| 2016年 | 2016年FNC娛樂年報（页面存档备份，存于） |      |
| 2017年 | 2017年FNC娛樂年報（页面存档备份，存于） |      |
| 2018年 | 2018年FNC娛樂年報（页面存档备份，存于） |      |
| 2019年 | 2019年FNC娛樂年報（页面存档备份，存于） |      |
| 2020年 | 2020年FNC娛樂年報（页面存档备份，存于） |      |
| 2021年 | 2021年FNC娛樂年報（页面存档备份，存于） |      |
| 2022年 | 2022年FNC娛樂年報（页面存档备份，存于） |      |
| 2023年 | 2023年FNC娛樂年報（页面存档备份，存于） |      |

### 資產與損益
| 任期 | 年份    | 年營業額 | 營業利潤 | 稅前淨利 | 稅後淨利 | 總資產  | 參考                   |
| 6期  | 2011/12 | 141億    | 24億     | 24億     | 20億     | 103億   | （页面存档备份，存于） |
| 7期  | 2012/12 | 320億    | 68億     | 80億     | 49億     | 175億   |                        |
| 8期  | 2013/12 | 496億    | 55億     | 55億     | 28億     | 298億   |                        |
| 9期  | 2014/12 | 601億    | 116億    | 120億    | 79億     | 764億   |                        |
| 10期 | 2015/12 | 727億    | 59億     | 53億     | 22億     | 1,101億 | （页面存档备份，存于） |
| 11期 | 2016/12 | 914億    | -25億    | -40億    | -63億    | 1,341億 | （页面存档备份，存于） |
| 12期 | 2017/12 | 879億    | 15億     | 5億      | -65億    | 1,239億 |                        |
| 13期 | 2018/12 | 740億    | -60億    | -90億    | -14億    | 844億   |                        |
| 14期 | 2019/12 | 842億    | -49億    | -71億    | -76億    | 1,153億 |                        |
| 15期 | 2020/12 | 724億    | -73億    | -91億    | -79億    | 1,320億 | （页面存档备份，存于） |
| 16期 | 2021/12 | 742億    | -42億    | -68億    | -94億    | 1,307億 |                        |
| 17期 | 2022/12 | 658億    | -132億   | -170億   | -176億   | 956億   |                        |
| 18期 | 2023/12 | 922億    | -76億    | -68億    | -83億    | 1,118億 |                        |

（單位：韓圜）資料為“FNC娛樂有限公司及其子公司”之 IFRS3 合併財務報告。

## 公司歷史
2006年：
- 12月，FNC Music建立。

2007年：
- 6月7日，公司首個男子樂隊FTIsland在韓國正式出道。

2008年：
- FNC Academy Co., Ltd.首尔弘大校区建立。
- 5月，FTIsland在日本開始地下樂活動。

2009年：
- 6月，公司第二個男子樂隊CNBLUE在日本開始地下樂隊活動。

2010年：
- 1月，CNBLUE在韓國正式出道。
- 5月，FTIsland在日本主流出道。
- 6月，公司首個solo女歌手Juniel在日本開始地下音樂活動。

2011年：
- FNC Academy Co., Ltd.江南分校区建立。
- 10月，CNBLUE在日本主流出道。
- 11月，Juniel在日本主流出道。
- 12月1日，M Signal發行了第一張迷你專輯。

2012年：
- 公司由FNC Music更名为FNC Entertainment，成为综合娱乐公司。[16]
- 1月，公司地址搬往首爾江南區清潭洞111(現在的首爾江南區島山大路（朝鲜语：도산대로）85街46)。
- 6月，Juniel在韩国正式出道。
- 7月，公司首個女子組合AOA在韓國正式出道。
- 10月，搞笑艺人、主持人宋恩伊签约FNC。
- 11月，演员李东健签约FNC。

2013年：
- 9月，公司第三個男子樂隊N.Flying在日本開始地下樂隊活動。
- 11月，公司首部家族真人秀电视剧《清潭洞111》开播。

2014年：
- FNC全球艺人培养中心韩国校区（FNC GTC Korean）建立。
- 1月，演员李多海签约FNC。
- 3月，《清潭洞111》第二季《清潭洞111-N.Flying的明星之路》开播。
- 3月，公司首个家族演唱会“FNC Kingdom”在日本东京武道馆举行。
- 10月，AOA在日本主流出道。
- 12月，公司正式在韓國KOSDAQ市場上市。

2015年：
- FNC全球艺人培养中心广州校区（FNC GTC广州）和上海校区（FNC GTC上海）建立。
- 2月，FNC進軍電視劇市場，首部單獨制作的兩集特别電視劇《謝謝，兒子》播出[17]。
- 4月，FNC參與制作的电视剧《Who Are You－學校2015》播出[18]。
- 5月，N.Flying在韩国正式出道，演员郑宇签约FNC。
- 6月，搞笑艺人、主持人郑亨敦签约FNC。
- 7月，在韓國有「國民主持人」之稱的劉在錫簽約FNC，輔新聞發布後，FNC股價連續多日大幅上升。主持綜藝人盧弘喆簽約FNC。
- 9月，韓國歌手、主持人池錫辰簽約FNC。
- 11月25日，與蘇寧環球傳媒有限公司於上海 JW Marriott Hotel 舉辦簽約儀式，蘇寧環球傳媒收購FNC約22%股權，成為FNC的第二大股東。[19]

2016年：
- 1月，Juniel約滿不續約，離開FNC。
- 4月，池錫辰和FNC簽約了只有七個月便解除合約。FNC相關人士表示池錫辰無法適應公司的環境和系統，但雙方關係良好。
- 10月，公司首個舞蹈男團SF9在韓國正式出道。

2017年：
- 4月，SF9在日本主流出道。
- 5月，HONEYST在韓國正式出道。
- 6月22日，草娥在Instagram宣布退出AOA。
- 6月30日，FNC正式宣布草娥退出AOA。

2018年：
- 2月，韓國演員、模特兒鄭釉珍簽約FNC。
- 3月14日，FNC正式宣布SM娛樂購買旗下子公司FNC Add Culture部分股份，以31%的占股率成為最大股東，與FNC達成戰略結盟，FNC方面則持有18%的占股率成為第二大股東。[20]
- 11月27日，韓國演員韓恩書簽約FNC。[21]
- 12月1日，FNC表示與演員鄭惠成[22]的合約到期，雙方討論後不續約，但仍會為鄭惠成的演藝事業應援。
- 12月19日，FNC正式宣布權光珍退出N.Flying。

2019年：
- 1月21日，Cherry Bullet在韩国正式出道。
- 3月14日，FNC正式宣布崔鍾訓退出FTIsland。
- 4月26日，FNC正式宣布HONEYST解散。
- 5月13日，FNC宣布珉娥合約到期不續約，退出AOA並離開公司，前成員草娥也結束合約，離開公司。
- 8月28日，FNC正式宣布李宗泫退出CNBLUE[23]。
- 12月13日，FNC宣布Cherry Bullet三位成員未來、KOKORO、粼粼三人經過討論後，決定終止活動，解除專屬合約並退出組合，離開公司。

2020年：
- 7月4日，FNC宣布智珉退出AOA並且中斷演藝活動。
- 10月28日，P1Harmony在韩国正式出道。

2021年：
- 1月1日，FNC宣布酉奈合約到期不續約，退出AOA並離開公司。
- 3月2日，FNC宣布SF9全員續約，第一份合同將於2023年9月18日結束。[24][25]
- 10月3日，子公司FNC JAPAN與日本テレビ共同製作的女團選秀節目 《Who is Princess?（日语：Who is Princess?）》播出。[26]
- 10月19日，FNC宣布主持人金龍萬與鄭亨敦合約到期不續約。

2022年：
- 10月20日，FNC宣布雪炫合約到期不續約離開公司，雙方結束10年的合作。

2023年：
- 2月底至3月，公司總部從首爾市江南區島山大路（朝鲜语：도산대로）85街46號搬移至新大樓首爾市城東區廣渡口路178號。
- 3月15日，惠晶與公司合約到期不續約，離開公司。
- 6月26日，男子樂團 Hi-Fi Un!corn 在韓國正式出道。[27]
- 9月18日，FNC宣布路雲離隊SF9，此前SF9於2021年全員續約，往後路雲將專注於個人活動，SF9以8人體制繼續活動。[28][29][30]
- 11月15日，男子舞團 AMPERS&ONE 在韓國正式出道。[31]

2024年：
- 4月22日，FNC宣布Cherry Bullet解散，成員海允、智媛、MAY、莉美與公司終止合約，成員裕姝、紫蘿及彩麟則繼續作為公司旗下藝人進行個人活動。
- 5月22日，到婲與公司合約到期不續約，離開公司。

## 旗下藝人

### Solo歌手
| 出道日期       | 名稱            | 性別 | 粉絲名稱   |
| 2004年         | InnoVator       | 男   | —          |
| 2015年1月20日  | 鄭容和          | 男   | Boice      |
| 2015年11月18日 | 李洪基          | 男   | Primadonna |
| 2021年2月22日  | 李承協（J.DON） | 男   | N.fia      |
| 2024年6月20日  | 輝映            | 男   | Fantasy    |

### 組合
- 隊長以粗斜體示之。

| 出道日期       | 出道日期       | 組合名稱      | 性別 | 成員                                                             | 粉絲名稱   | 性質 |
|                | 日本           | 組合名稱      | 性別 | 成員                                                             | 粉絲名稱   | 性質 |
| 2007年6月7日   | 2010年5月19日  | FTISLAND      | 男   | 李洪基 · 李在真 · 崔敏煥                                         | Primadonna | 樂團 |
| 2010年1月14日  | 2011年10月19日 | CNBLUE        | 男   | 鄭容和 · 姜敏赫 · 李正信                                         | Boice      | 樂團 |
| 2015年5月20日  | 2016年2月10日  | N.Flying      | 男   | 李承協 · 車勳 · 金宰鉉 柳會勝 · 徐東成                           | N.Fia      | 樂團 |
| 2016年10月5日  | 2017年4月7日   | SF9           | 男   | 仁誠 · 永彬 · 在允 · 達淵 · 朱豪 · 太陽 · 輝映 · 澯熙            | FANTASY    | 舞團 |
| 2020年10月28日 | —              | P1Harmony     | 男   | KEEHO · THEO · JIUNG INTAK · SOUL · 金鐘燮                       | P1ece      | 舞團 |
| —              | 2022年5月4日   | PRIKIL        | 女   | NANA · RIN · YUKINO                                              | PREMIER    | 舞團 |
| 2023年6月26日  | —              | Hi-Fi Un!corn | 男   | Kim Hyunyul · Son Kiyoon · Um Taemin · Fukushima Shuto · Heo Min | RaSiDo     | 樂團 |
| 2023年11月15日 | —              | AMPERS&ONE    | 男   | NA KAMDEN · BRIAN · 崔智鎬 · MACKIAH · 尹恃允 · KYRELL · 金承模  | ANDEAR     | 舞團 |

### 子團體
| 出道日期       | 子團名稱  | 性別 | 成員            | 粉絲名稱   |
| 2009年10月26日 | FT.triple | 男   | 李在真 · 崔敏煥 | Primadonna |

### 限定組合
| 出道日期      | 名稱                         | 性別 | 成員            |
| 2013年12月8日 | Romantic J                   | 混合 | 李宗泫 · Juniel |
| 2014年1月12日 | TWO SONG PLACE               | 混合 | 宋恩伊 · 宋承炫 |
| 2015年4月28日 | N Project #1 - JIMIN N J.DON | 混合 | 智珉 · J.DON    |

### 其他藝人
| 男演員 - 鄭進永 - 朴珖賢 - 李東健 - 成赫 - 宋世炫 - 丁海寅 - 朴斗植 - 孔智雄 - 李承柱 - 南宇賢 - 任賢秀 - 李宗泫 - 吳昇錫 - 金瑞河 - 路雲 | 女演員 - 金垣喜 - 尹珍序 - 文知茵 - 韓恩書 - 李采玧 - 鄭釉珍 - 金妍書 - 金努莉 - 權多賢 - 裕姝 - 紫蘿 - 彩麟 | 綜藝主持人 - 盧弘喆 - 李國主 - 文世潤 - 崔聖珉 - 李洗英 - 金雅潤 | 播音員 - 趙優鍾 - 文智愛 電視劇導演 - 申宇哲 - 金成容 |

已知練習生
| - 韓國本部（FNC娛樂） - 金瑞真 - Alex Bell - 崔立于（BOYS II PLANET） - 健士朗（BOYS II PLANET） | - 中國子公司（紅熠文化） - 左林傑（少年之名，S.K.Y） - 萌揚文化 - 魏子越（以團之名、PRODUCE X 101、創造營2021） - 日本子公司（FNC JAPAN） - TOUI（BOYS PLANET） |

## 已離開藝人
| - M Signal - FTISLAND - 吳元斌 - 崔鍾訓 - 宋承炫 - AOA - 徐有慶 - 朴草娥 - 權珉娥 - 徐酉奈 - 申智珉 - 金雪炫 - 申惠晶 - 林到婲 - N.Flying - 權光珍 - HONEYST - Cherry Bullet - 未來 - KOKORO - 粼粼 - 海允 - 智媛 - 莉美 - MAY - SOLO - Juniel | - 演員 - 李多海 - 李寒娜 - 李伊利雅 - 金旼序 - 鄭惠成 - 趙在允 - 鄭宇 - 郭東延 - 主持人 - 池錫辰 - 宋恩伊 - 劉在錫 - 金龍萬 - 鄭亨敦 | - 練習生 - 高恩妃【（Ladies' Code）歿】 - 多順（TAHITI） - MIMI（gu9udan） - J-HYO（LC9） - 李準（歌手、演員） - 金正優（歌手、演員） - 李東源（KNK） - 鄭因成（KNK） - 吳熙俊（演員、前KNK） - 李東賢（LU4US） - 全志佑（KARD） - 趙讓（R1SE） - 姚明明（UNINE） - I（BLK） - 卓真奎（《少年24》） - 李輝燦（LIMITLESS） - 蘇志尹（《2021中國好聲音》） - 鶴房汐恩（JO1） - 朱晴渝（bugAboo），Cherry Bullet預備成員） - 趙雅榮（《PRODUCE 48》，Cherry Bullet預備成員） - 高宥辰 - 孫圻峻（《創造營2019》） - 何東東（中國男演員，《偶像練習生》） - 李長庚（《偶像練習生》） - 余景天（《PRODUCE X 101》、《青春有你 (第三季)》） - 谷柳霖（《創造營2021》） - 許念慈（tripleS） - Hwiseo（H1-KEY） - Soha（SAY MY NAME） |

## 節目製作

### Neoz School
Neoz School是FNC娛樂於2015年12月推出的計劃，可以預先看到預備明星的Pre-Debut Team，讓粉絲們能夠共同參與預備藝人成長以及出道的過程，練習生以「NEOZ」作稱呼。2016年5月11日起，在FNC娛樂及Mnet合作推出的真人選秀節目《d.o.b》（dance or band）中，將一期練習生分為舞團(NEOZ dance)及樂團(NEOZ band)展開競賽，節目最終由舞團隊勝出，以SF9之名在2016年10月5日出道。樂團以HONEYST之名在2017年5月7日出道。

### Who is Princess?
2021年10月，子公司FNC JAPAN與日本テレビ共同製作的女團選秀節目 《Who is Princess?》，總共有15名日本練習生參與。

### THE IDOL BAND: BOY'S BATTLE
由韓國 FNC 娛樂與日本 TBS 電視台企劃、 SBS Medianet 製作的樂團組合選秀節目《THE IDOL BAND : BOY'S BATTLE》於2022年12月首播。由韓國的FTISLAND、CNBLUE、N.Flying，與日本的感覺PIERO、KEYTALK共五個樂團一同擔任製作人，在選拔成員組成樂團後，透過各主題的表演競賽選出一組優勝樂團，將獲得出道的機會。

## 電視劇製作
- 謝謝你，兒子啊
- Who Are You－學校2015
- Click Your Heart
- 白熙回來了
- My Only Love Song
- 姐姐風采依舊
- 甜蜜的冤家
- 婚禮大捷

## 家族演唱會（FNC KINGDOM）
| 日期                                    | 站次   | 舉行地點           | 備註 |
| 2013 FNC KINGDOM – Fantastic & Crazy -  |        |                    |      |
| 2014年3月15日-16日                      | 東京站 | 日本武道館         |      |
| 2014 FNC KINGDOM - STARLIGHT -          |        |                    |      |
| 2014年12月20日（午、夜場）              | 東京站 | 千葉縣幕張展覽館   |      |
| 2014年12月27日（午、夜場）              | 大阪站 | 大阪城展演廳       |      |
| 2015 FNC KINGDOM                        |        |                    |      |
| 2015年5月2日-3日                        | 首爾站 | 蠶室室內體育館     |      |
| 2015年5月16日-17日                      | 香港站 | 亞洲國際博覽館     |      |
| 2015年12月12日-13日                     | 東京站 | 千葉縣幕張展覽館   |      |
| 2016 FNC KINGDOM - CREEPY NIGHTS -      |        |                    |      |
| 2016年12月10日-11日                     | 東京站 | 千葉縣幕張展覽館   |      |
| 2017 FNC KINGDOM - MIDNIGHT CIRCUS -    |        |                    |      |
| 2017年12月16日-17日                     | 東京站 | 千葉縣幕張展覽館   |      |
| 2019 FNC KINGDOM - WINTER FOREST CAMP - |        |                    |      |
| 2019年12月21日-22日                     | 東京站 | 千葉縣幕張展覽館   |      |
| 2022 FNC KINGDOM - STAR STATION -       |        |                    |      |
| 2022年12月17日-18日                     | 東京站 | 千葉縣幕張展覽館   |      |
| 2023 FNC BAND KINGDOM                   |        |                    |      |
| 2023年7月8日-9日                        | 東京站 | 千葉縣幕張展覽館   |      |
| 2023 FNC KINGDOM - The Greatest Show -  |        |                    |      |
| 2023年12月16日-17日                     | 東京站 | 千葉縣幕張展覽館   |      |
| 2024 FNC BAND KINGDOM                   |        |                    |      |
| 2024年7月13日-14日                      | 東京站 | 千葉縣幕張展覽館   |      |
| 2024 FNC KINGDOM - SING SING SING -     |        |                    |      |
| 2024年12月14日-15日                     | 東京站 | 千葉縣幕張展覽館   |      |
| 1st FNC BAND KINGDOM in Taoyuan         |        |                    |      |
| 2025年1月4日-5日                        | 桃園站 | 桃園市立綜合體育館 |      |

## 外部連結
- 官方网站
- YouTube上的FNC娛樂頻道
- FNC娛樂的Facebook專頁
- FNC娛樂的X（前Twitter）
- FNC ENTERTAINMENT Japan（日語）
- FNC ENTERTAINMENT Japan的X（前Twitter）（日語）
- FNC娛樂微博的新浪微博
- FNC娛樂的哔哩哔哩个人空间
- FNC商城（页面存档备份，存于）
- FNC Academy（页面存档备份，存于）
- FNC娛樂-BLOG（页面存档备份，存于）